# Ansgerius
Ansgerius, auch Angerius  oder Ansger, italienisch Ansgerio († 1124), war ein französischer Mönch des Benediktinerordens, erster Abt des Klosters Sant’Agata in Catania auf Sizilien und erster Bischof des lateinischen Bistums Catania. 

## Leben
Ansgerius stammte aus der Bretagne und war mit Robert von Grandmesnil, wohl aus Saint-Évroult, nach Kalabrien gekommen. In der Abtei Sant’Eufemia bei Lamezia, einem Vorposten lateinischen Mönchtums in der griechisch geprägten Klosterlandschaft Kalabriens, wurde Ansgerius Prior. Nach dem Zeugnis des Gaufredus Malaterra, der Ansgerius nach Catania gefolgt war, lernte Roger I., Graf von Sizilien und Kalabrien, Ansgerius persönlich kennen und schätzen. Der Zeitpunkt lässt sich nicht genau bestimmen, lag jedoch einige Jahre vor den Ereignissen in Catania.
Die normannische Eroberung Siziliens fand 1091 mit dem Fall der letzten arabischen Stützpunkte im Südosten der Insel ihren Abschluss. Mit dem Aufbau einer lateinischen Hierarchie hatte Roger I. allerdings schon früher begonnen, um an seinen bevorzugten Residenzorten Mileto in Kalabrien und Troina auf Sizilien über einen Bischof verfügen zu können. Dabei wurde der Papst Gregor VII. vor vollendete Tatsachen gestellt: in Troina ließ der Graf einen Bischof wählen, dessen Weihe er vom Papst erbat, und das Bistum Vibona hatte er nach Mileto verlegt und forderte nun die Zustimmung des Papstes und die Lösung aus dem Metropolitanverband von Reggio Calabria. Die Antwort des Papstes ist in seinem Register überliefert: Der Weihe des Bischofs Robert von Troina stimmte er zu, wenn auch mit der Einschränkung, dass dies nicht als Präjudiz für künftige Wahlen gelten dürfe; für eine Entscheidung hinsichtlich Mileto wollte Gregor noch das Ergebnis einer bischöflichen Untersuchungskommission abwarten. Das nicht datierte Schreiben ist wohl zu 1080 einzuordnen, denn am 4. Februar 1081 wurde das päpstliche Privileg für Bischof Arnulf von Mileto ausgestellt, mit dem den Forderungen Rogers stattgegeben und die Romunmittelbarkeit Miletos festgelegt wurde. 1082 legte Roger dann Grenzen des Sprengels des Bistums Troina fest, verbunden mit kleineren Schenkungen.
Zu Beginn der 1090er Jahre folgte die Errichtung der Bistümer Agrigent, Catania, Mazara und Syrakus, diesmal in engerer Absprache mit dem Papst, Urban II. Catania wurde das zweite neu errichtete lateinische Bistum, wie Troina in Ostsizilien gelegen. In einer Urkunde des Grafen Roger, die auf den 9. Dezember 1091 zu datieren ist, werden die Gründung der Abtei Sant’Agata, die Einsetzung des Ansgerius als Abt, die Verleihung der Stadtherrschaft über Catania und einige kleinere Schenkungen verkündet, von einem Bistum ist nicht die Rede. Am 9. März 1092 folgte das Privileg Urbans II., in dem die Klostergründung und die Ernennung des Abtes zum Bischof von Catania sowie die Errichtung des Bistums bestätigt wird, wovon bei Roger allerdings noch nicht die Rede war. Ansgerius erhielt die Bischofsweihe aus der Hand des Papstes und die Kirche von Catania war bis 1183 unmittelbar dem Papst unterstellt. In der Arenga beruft sich Urban darauf, dass Catania in den Schriften (gemeint ist das Register) Gregors des Großen als Bistum genannt sei. Ein Verweis auf das Briefregister Gregors I. findet sich auch im Privileg Urbans für den Abt Ambrosius von San Bartolomeo di Lipari, das bei Gregor ebenfalls als Bistum belegt ist, aus Gründen der geänderten demographischen Verhältnisse wird auf die Errichtung eines Bistums verzichtet, das Kloster jedoch unter den päpstlichen Schutz genommen. Da dieses Privileg am 3. Juni 1091 in Rogers Residenzort Mileto ausgestellt wurde, dürften Verhandlungen zwischen Papst und Grafen vorausgegangen sein. Am 26. April 1092 beurkundete Roger I. die Errichtung des Bistums, die Erhebung des Ansgerius zum Bischof und seine Weihe durch den Papst und legte fest, welche Orte zum Sprengel Catanias gehören sollten, darunter Aci, Paternò, Adernò, Centuripe und Castrogiovanni. Obwohl das Bistum Troina schon seit einem Jahrzehnt existierte, wird es für die nördliche Begrenzung des Diözesangebiets von Catania nicht genannt; Grenze sollte das Territorium der Stadt Troina sein.
1094, am Fest Mariae Himmelfahrt, gehörte Ansgerius zu den Bischöfen, die die Kirche der von Bruno von Köln in Kalabrien gegründeten Kartause S. Maria di Turri weihten. Aus Sizilien war auch der Erzbischof Alcherius von Palermo gekommen, vier Bischöfe kamen aus Kalabrien: Goffredus von Mileto, Tristan von Tropea, Henricus von Nicastro und der zuständige Diözesanbischof Theodoros von Squillace, der dem griechischen Ritus angehörte. Wann die Ausstattung von San Filippo di Agira mit Besitz und Zehntrechten erfolgte, wissen wir nicht, da wir den Vorgang nur aus einer Bestätigung Rogers II. von 1126 und einer Bestätigung durch Bischof Robert von Catania von 1170 kennen.  Auf Betreiben des Ansgerius und mit Zustimmung des Papstes Paschalis II. wurde 1113 ein Priorat des palästinensischen Klosters Sancta Maria de Valle Iosaphat in Paternò errichtet.
1124 erhielt Ansgerius von Roger II. Besitz in Mascali geschenkt, unter anderem einen Ofen für Pechbrennerei. Das genaue Sterbedatum des Ansgerius im selben Jahr ist nicht bekannt. Im Dezember 1125 hat Roger II. dem Bischof Mauritius neben Schenkungen in Lentini die früheren Schenkungen in Mascali ausdrücklich bestätigt.
Das Benediktinerkloster Sant’Agata war mit seinem Skriptorium ein Zentrum lateinischer Gelehrsamkeit. Die Mönche bildeten zugleich das Domkapitel: der von ihnen gewählte Abt wurde damit auch Bischof von Catania.